# Tutzing
Tutzing är en kommun och ort i Landkreis Starnberg i Regierungsbezirk Oberbayern i förbundslandet Bayern i Tyskland.  Tutzing, som är beläget vid Starnbergsjön, har cirka 
10 000 invånare.

## Ortsteile
Tutzing har tio Ortsteile.
- Diemendorf
- Kampberg
- Monatshausen
- Neuseeheim
- Oberzeismering
- Unterzeismering
- Rößlsberg
- Traubing
- Obertraubing
- Deixlfurt